# 小行星273
小行星273（273 Atropos）是一颗围绕太阳公转的小行星。1888年3月8日，約翰·帕利薩在维也纳描述了此天体。
該小行星以希腊神话中命运三女神中负责剪断生命线的阿特罗波斯命名。
这颗小行星的绝对星等为10.26等。

## 相关條目
- 小行星列表/10001-11000

## 外部連結
- Asteroid Lightcurve Database (LCDB) （页面存档备份，存于）, query form (info （页面存档备份，存于）)
- Dictionary of Minor Planet Names, Google books
- Discovery Circumstances: Numbered Minor Planets (10001)-(15000) （页面存档备份，存于） – Minor Planet Center
- 小行星273 at AstDyS-2, Asteroids—Dynamic Site
  - Ephemeris · Observation prediction · Orbital info · Proper elements · Observational info
- NASA JPL小天體瀏覽器上的小行星273

| 前一小行星： 小行星272 | 小行星列表 | 後一小行星： 小行星274 |